# 三氟化钒
三氟化钒是一种化合物，化学式VF3。这种黄绿色耐火固体是通过两步过程从V2O3获得的。

## 制备
第一步是由三氧化二钒和氟化氢铵反应，形成中间体六氟合钒(III)酸盐：
V2O3 + 6 (NH4)HF2 → 2 (NH4)3VF6 + 3 H2O
第二步由六氟合钒(III)酸盐分解为氨、氟化氢和三氟化钒：
(NH4)3VF6 → 3 NH3 + 3 HF + VF3